# Mordellistena nanuloides
Mordellistena nanuloides là một loài bọ cánh cứng trong họ Mordellidae. Loài này được Ermisch miêu tả khoa học năm 1967.

## Hình ảnh

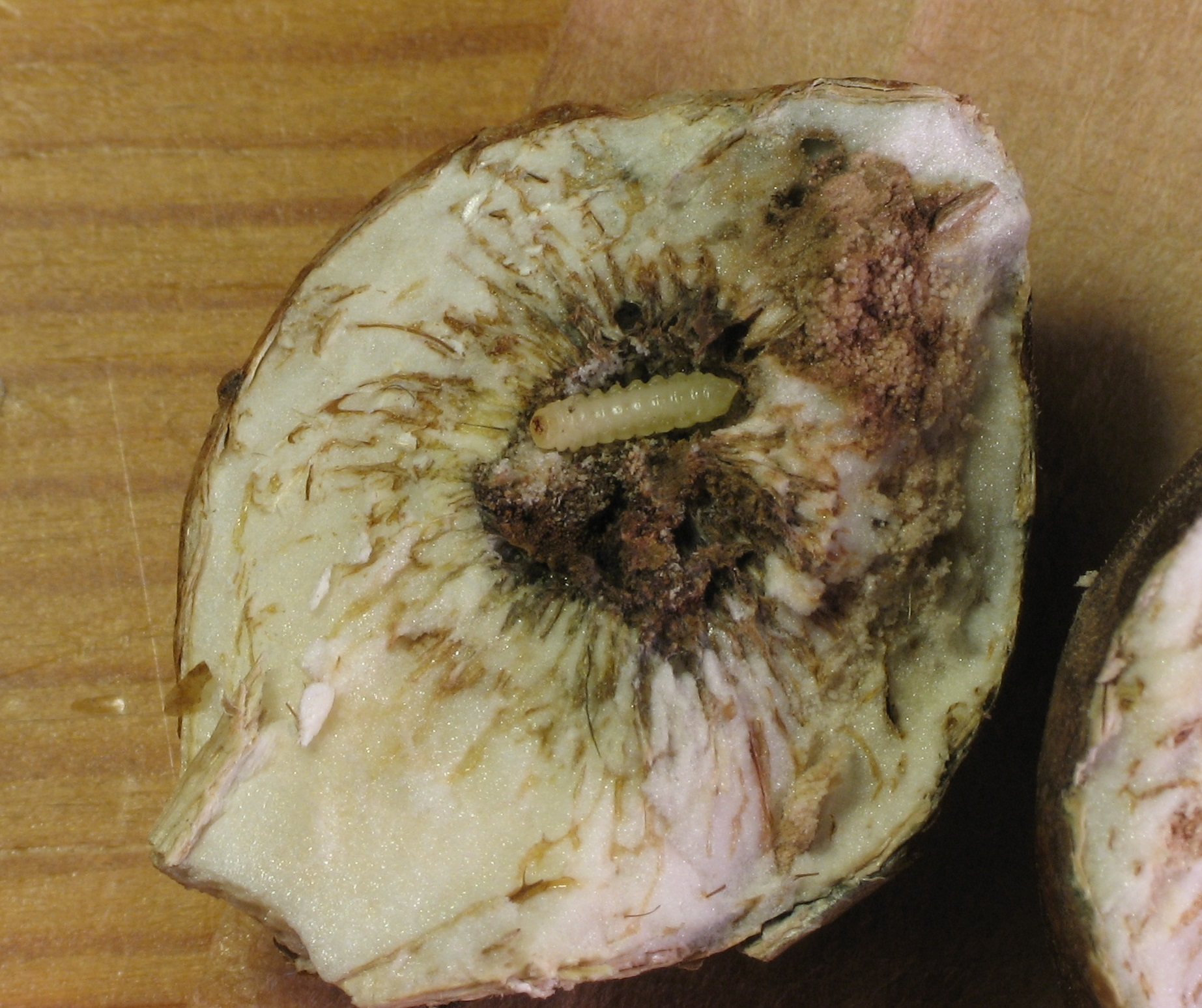